# 軽鉄507線
軽鉄507線 (英語: Light Rail Route 507) は、香港新界の屯門碼頭駅と田景駅を結ぶ軽鉄の路線である。香港MTRが運行する。

## 沿革

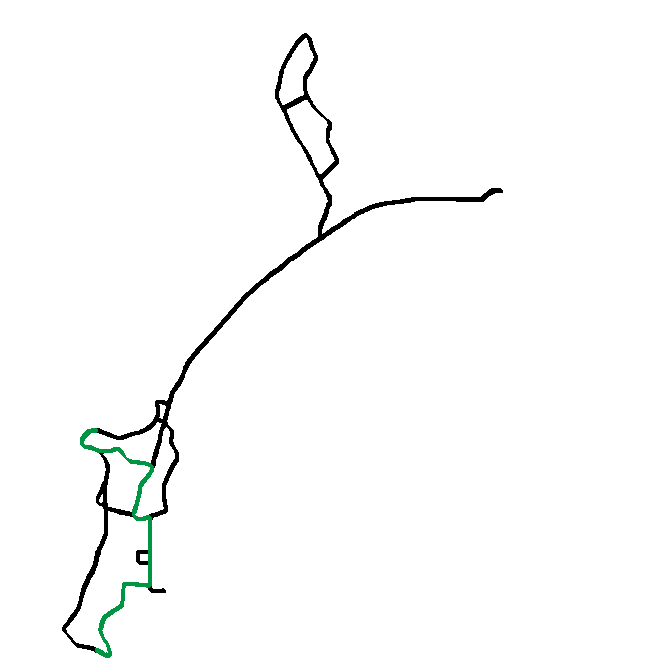
軽鉄全路線（黒）と軽鉄507線（緑）のルート

- 1973年10月11日：九龍バス59線が開業（屯門新墟↔蝴蝶湾）。
- 1977年8月16日：大興邨完成。59線が大興まで延伸。
- 1988年9月18日：59線が軽鉄に接続するかたちで友愛（南）↔大興の運行となる。
- 1989年6月4日：田景駅 - 安定駅間で運行開始し、同時に59線が廃止。
- 1991年11月17日：兆麟駅 - 屯門碼頭駅間の新支線が完成し、屯門碼頭まで正式に延伸された。
- 1997年9月：九広軽鉄Goninan電車が導入される。
- 2009年12月14日：港鉄軽鉄南京浦鎮電車が導入される。

## 車両
507線で使用されている車両番号は、021 - 040、916である。うち車両番号030-040は、予備として与えられており、通常は使用されない。また、916は平日朝のラッシュ時のみ使用される。

## 特別便
平日朝のラッシュ時には、天逸駅と屯門碼頭駅を結ぶ特別便が運行されている。途中までは751線を走り、蔡意橋駅にて507線に入る。

## 事故
- 1994年7月29日午前、屯門碼頭行き507線の列車（車両番号1013）が湖景路と與湖山路の交差点付近を走行中に貨物自動車と衝突し、軽鉄の運転士は車外に投げ出されて死亡、ほか4名の乗客も負傷した。事故後車両は除籍し、2001年に解体された。

## 駅一覧
| 輕鐵507綫 |              |        |                                 |                         |                |
| 1 | 屯門碼頭駅   | 屯門区 | 610、614、614P、615、615P       | 506、K52                | 1988年9月18日  |
| 1 | 兆禧駅       | 屯門区 | 614、614P                       |                         | 1991年11月17日 |
| 1 | 屯門泳池駅   | 屯門区 | 614、614P                       |                         | 1991年11月17日 |
| 1 | 豊景園駅     | 屯門区 | 614、614P                       |                         | 1991年11月17日 |
| 1 | 兆麟駅       | 屯門区 | 505、614、614P                  |                         | 1991年11月17日 |
| 2 | 安定駅       | 屯門区 | 505、614、614P、751（至天逸駅） | 506                     | 1988年9月18日  |
| 2 | 市中心駅     | 屯門区 | 505、614、614P、751             | 506、K51、K52、K53、K58 | 1988年9月18日  |
| 2 | 屯門駅[295]  | 屯門区 | 505、751、屯馬線屯門駅          | 506、K58                | 1988年9月23日  |
| 2 | 河田駅       | 屯門区 | 751、屯馬線屯門駅               | 506、K51、K52、K53、K58 | 1988年9月18日  |
| 2 | 蔡意橋駅     | 屯門区 | 751                             |                         | 1988年9月18日  |
| 2 | 銀囲駅       | 屯門区 | 610                             |                         | 1988年9月18日  |
| 2 | 大興（南）駅 | 屯門区 | 610                             |                         | 1988年9月18日  |
| 2 | 大興（北）駅 | 屯門区 | 610                             | K58                     | 1988年9月18日  |
| 3 | 新囲駅       | 屯門区 | 505、615、615P                  |                         | 1988年9月24日  |
| 3 | 良景駅       | 屯門区 | 505、615、615P                  |                         | 1988年9月24日  |
| 3 | 田景駅       | 屯門区 | 505、615、615P                  | K58                     | 1988年9月24日  |
| 脚注 |              |        |                                 |                         |                |
| 乗換駅では、同じオクトパスカードを使用するとき、軽鉄下車後60分以内に港鉄バス、30分以内に屯馬線に乗車すれば割安になる。 295 屯門駅は当初新発邨に因んで「新発駅」という名称だったが、西鉄線屯門駅建設のために新発邨が取り壊されると、駅名も西鉄線に合わせて屯門駅に変更された。 |              |        |                                 |                         |                |

## 独走区間
- 蔡意橋駅 - 銀囲駅
- 大興（北）駅 - 新囲駅

## 利用者
MTRが香港立法会に向けて発表したデータによると、軽鉄507線の朝ラッシュ時の乗車率は93%である。

## その他
六四天安門事件が開通日の1989年6月4日に発生した。